# Jutta Bojsen-Møller

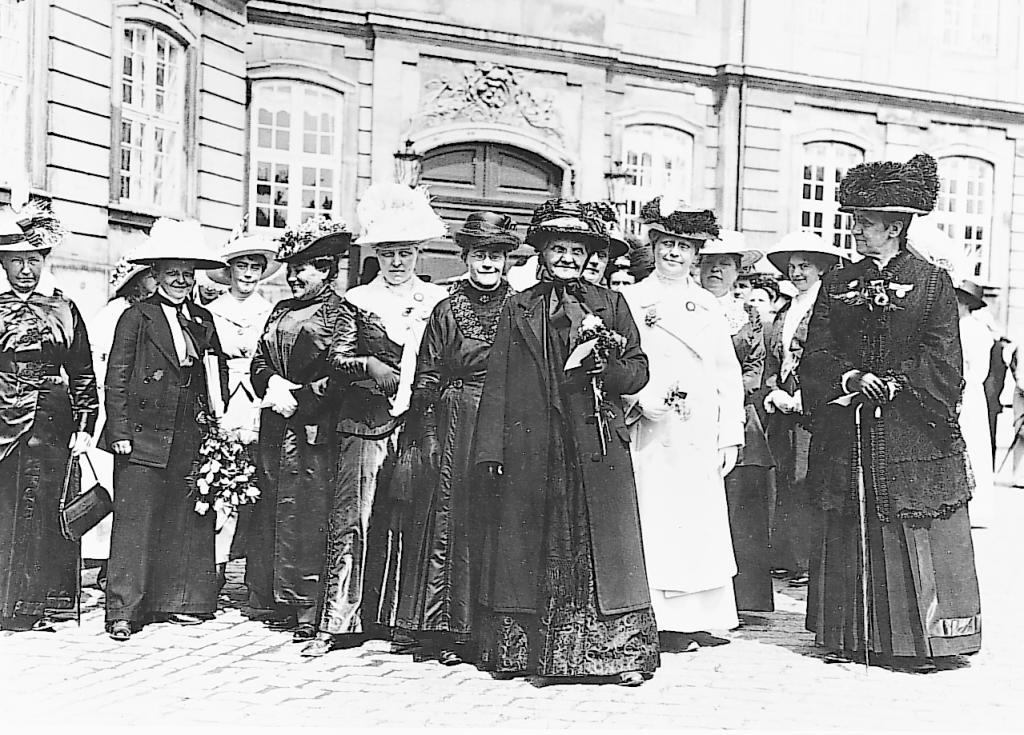
Bojsen-Møller (al centro) en la diputación al monarca danés el 5 de junio de 1915 en relación con los derechos de voto de las mujeres

Jutta Bojsen-Møller Bojsen (1837–1927) fue una defensora de la Universidad popular, activista por los derechos de las mujeres y miembro de la Sociedad Danesa de Mujeres que dirigió desde 1894 hasta 1910.

## Biografía
Nacida en Store Heddinge, en la isla danesa de Selandia, Bojsen era hija de Frederik Engelhardt Boisen (1808-1882), párroco, y de la escritora Eline Birgitte Heramb (1813-1871). En 1857, se casó con el párroco Otto Ditlev Møller (1814-1892) con quien tuvo ocho hijos.
Perteneciente a una familia de 11 miembros, fue criada en Skørpinge, cerca de Slagelse, donde su padre fue nombrado párroco poco después de su nacimiento. Junto con sus hermanos, fue educada en casa por tutores privados con énfasis en los principios Grundtvigian.
Después de que su esposo murió en 1892, se convirtió en matrona en la escuela secundaria popular en Lyngby, adoptando el mismo puesto de 1905 a 1909 en Rødkilde Højskole en la isla de Møn, fundada por su hermano Frede Bojsen.
Gracias a su amistad con el poeta Jens Christian Hostrup y su esposa Elisabeth, ambos activos en la Sociedad Danesa de Mujeres, se interesó cada vez más en el movimiento femenino. En 1894, animada por Astrid Hostrup, activa tanto como matrona de la escuela secundaria popular como miembro de la Sociedad de Mujeres, se unió a la organización y fue elegida presidenta de inmediato, cargo que mantuvo hasta 1910. Se interesó por los derechos de voto de las mujeres y se convirtió en miembro del Comité de Derechos de Votación de la Sociedad de Mujeres cuando se fundó en 1898. Solo en 1906, ella y Louise Nørlund lograron que el sufragio femenino fuera un elemento oficial en la agenda de las organizaciones.
Hizo mucho para extender los intereses de la Sociedad de Mujeres en todo Dinamarca. Bajo su mandato, la membresía aumentó de 1,000 a 7,000 y en 1915, las mujeres obtuvieron el derecho al voto.
Jutta Bojsen-Møller murió en Copenhague el 12 de enero de 1927 y está enterrada en el antiguo cementerio de Lynge.

## Premios
En reconocimiento a sus servicios, en 1925 fue honrada con la Medalla al Mérito de oro.